# Centro Comercial Atlántico Vecindario
El centro comercial Atlántico Vecindario es un centro comercial ubicado en la localidad de Vecindario, situado en la municipalidad de Santa Lucía de Tirajana, es el cuarto centro comercial más grande de Canarias, con una superficie construida en total de 127,000 metros cuadrados y 52,000 metros cuadrados de tiendas. El proyecto fue realizado por la promotora Anjoca y diseñado por Aguirre & Asociados, empezado durante el año 1998 y finalizado a mediados del año 2000.

## Historia

### Construcción
Se inició su construcción a mediados del año 1998 y abrió sus puertas el 1 de octubre del año 2000.

### Amenazas de bomba
El 24 de junio de 2017, la Guardia Civil desalojó, por seguridad, la primera planta del Centro Comercial Atlántico, tras recibir sobre las 18:40 horas de ese día, una llamada que alertaba de la presencia de una maleta abandonada en uno de los baños que contenía comida,dicha maleta fue encontrada por un vigilante de seguridad y que se encontraba cerrada con candado.
El 3 de febrero del año 2016, ya se había dado otro incidente similar, cuando un hombre de origen magrebí dejó dos maletas abandonadas por lo que debido al nivel 4 en la alerta antiterrorista la seguridad del complejo decidió vaciar la primera planta, siendo al final una falsa alarma.

## Servicios
Los dos pisos entre los que se distribuye toda la oferta comercial agrupan tiendas como Zara, Oysho, Stradivarius, Calzedonia o Women's Secret entre muchas otras. La oferta en restauración cuenta con renombradas marcas como McDonald's , Foster's Hollywood, Pizza Royer's.... Además, los Cine Yelmo de 11 salas de cine y siendo uno de los más importantes de Canarias, cuenta también con un hipermercado Carrefour de grandes dimensiones.

## Localización
Se encuentra en las afueras de Vecindario, y cercano a la intersección que conecta con la GC-01, dotándolo de fácil accesibilidad y posición estratégica respecto a la capital y a sur turístico.